# Aegeritopsis
Aegeritopsis is een monotypisch geslacht in de orde Polyporales. Het geslacht bevat alleen de soort Aegeritopsis nulliporoides. De familie is nog niet met zekerheid bepaald (incertae sedis).